# Constitución brasileña de 1967
La Constitución Brasileña de 1967 fue otorgada el 24 de enero de 1967 y entró en vigor el día 15 de marzo de 1967. La que sería sexta constitución de Brasil y quinta de la República fue elaborada por el Congreso Nacional, al que el AI-4 atribuyó la función constituyente original ("ilimitada y soberana"). El Congreso Nacional, transformado en Asamblea Nacional Constituyente y ya con los miembros de la oposición alejados, elaboró, bajo la presión de los militares, una Carta Constitucional semiotorgada que buscó legalizar e institucionalizar el régimen militar consecuente al golpe de Estado de 1964.
El día 6 de diciembre de 1966 fue publicado el proyecto de Constitución, redactado por Carlos Medeiros Silva, ministro de Justicia, y por Francisco Campos. Tras las protestas por parte de la oposición y de la Alianza Renovadora Nacional (Arena), el 7 de diciembre el Gobierno dictó el AI-4, convocando al Congreso Nacional del 12 de diciembre de 1966 al 24 de enero de 1967 para discutir y votar la nueva Constitución. Mientras tanto, el Gobierno se dispuso a legislar con Decretos-Leyes sobre seguridad nacional, administración y finanzas. El día 24 de enero de 1967, quedó aprobada sin grandes alteraciones la nueva Constitución, que incorporaba las medidas ya establecidas por los Actos Institucionales y Complementarios. El 15 de marzo de 1967 el Gobierno divulgó el Decreto-Ley 314, que establecía la Ley de Seguridad Nacional.
La necesidad de una nueva Constitución, que integrara el articulado y todos los actos institucionales y complementarios incrustados hasta el momento, era del todo evidente y venía a facilitar la reforma administrativa y la legalidad formal de la Dictadura, pues la Constitución de 1946 estaba en conflicto desde 1964 con los actos y la normativa del nuevo régimen.
La Constitución de 1967 buscó institucionalizar y legalizar el régimen militar, aumentando la influencia del Poder Ejecutivo sobre el Legislativo y Judicial y creando de esta forma, una jerarquía que terminaba en la Presidencia de la República. Las enmiendas constitucionales, que eran atribuciones del Poder Legislativo, con el aval del Poder Ejecutivo y Judicial, pasaron a ser iniciativas únicas y exclusivas de los que ejercían el Poder Ejecutivo, quedando los demás estamentos relegados a meros espectadores. Las nuevas leyes y disposiciones serían aprobadas en paquetes, como sería posteriormente denominada la legislación emanada de la Presidencia de la República.

## Contexto histórico
El mariscal Castelo Branco había asumido la presidencia tras el golpe de Estado de abril de 1964, que derrumbó el gobierno de João Goulart. Conectado a un grupo de militares de tendencias más progresistas de la Escuela Superior de Guerra, Castelo Branco pretendía realizar un gobierno de transición, con un mandato limitado hasta 1966, momento en que se pasaría a un Gobierno civil de representantes de los sectores que apoyaron el golpe de 1964, ya fuera presidido por Carlos Lacerda o por Magalhães Pinto. Sin embargo, la "línea dura" (corriente militar de posición más conservadora y nacionalista, representada por Costa e Silva), presionó Castelo Branco, que acabó cediendo. Se prohibieron los partidos políticos, canceló las elecciones presidenciales de 1965, extendió su mandato hasta 1967 e hizo aprobar la Constitución de 1967, frustrando los planes de Lacerda y las demás líderes civiles del Golpe de 1964. Los militares dejaron claro que querían quedarse por más tiempo en el poder y preparaban el terreno para la aniquilación definitiva de la "amenaza roja".
Treinta años después del Estado Nuevo, Brasil volvía a contar con una nueva constitución autoritaria. Esta vez, con los moldes típicos de las Dictaduras latinoamericanas. A pesar de todo, la Constitución de 1967 del Régimen Militar fue alterada aún más por el Acto Institucional Número Cinco (1968) y por la Enmienda Constitucional nº 1 de 17 de octubre de 1968.

## Elaboración y entrada en vigor
El texto de la Constitución de 1967 fue elaborado por los juristas de confianza del régimen militar, Levi Carneiro, Miguel Seabra Fagundes, Orosimbo Nonato y Themístocles Brandão Cavalcanti, bajo la estrecha vigilancia del Gobierno de Castelo Branco. Con mayoría en el Congreso, el Gobierno no tuvo dificultades para aprobar la nueva Carta Magna, en enero de 1967. Con ella, los militares institucionalizaron el régimen militar, que había comenzado en 1964 con carácter transitorio.
Entró en vigor el día 15 de marzo de 1967, 50 días después de su publicación en el Boletín oficial.

## Principales disposiciones
De sus principales medidas, podemos destacar que la Constitución de 1967:
- Se concentra en el Poder Ejecutivo la mayor parte del poder de decisión;
- Confiere solamente al Ejecutivo el poder de legislar en cuestión de seguridad y presupuesto;
- Establece elecciones indirectas para presidente, con mandato de cinco años;
- Tendencia a la centralización, aunque predique el federalismo;
- Establece la pena de muerte para crímenes contra la Seguridad Nacional;
- Restringe al trabajador el derecho de huelga;
- Ampliación de la Justicia Militar;
- Abre un espacio para la publicación posterior de leyes de censura.

## Nombre oficial de Brasil
El texto original de la Constitución de 1967 dejó de usar el nombre oficial República de Estados Unidos de Brasil, pues su texto solo menciona Constitución de Brasil, pero en la enmienda de 1969 (o nueva constitución) corrigió por República Federativa de Brasil.
He aquí el preámbulo de la Constitución de 1967:

O Congresso Nacional, invocando a proteção de Deus, decreta e promulga a seguinte CONSTITUIÇÃO DO BRASIL.
Preâmbulo to texto original de 1967

Y el preámbulo de la Constitución con la enmienda n.º 1:

O Congresso Nacional, invocando a proteção de Deus, decreta e promulga a seguinte CONSTITUIÇÃO DA REPÚBLICA FEDERATIVA DO BRASIL.
Preâmbulo to texto após o 'emendão' de 1969

## La Enmienda de 1969
La Constitución de 1967 recibió en 1969 nueva redacción, conforme a la Enmienda Constitucional n° 1, decretada por los Ministros militares en el ejercicio de la Presidencia de la República. Está considerada por algunos especialistas, pese a ser formalmente una enmienda a la Constitución de 1967, una nueva Constitución de carácter otorgado. El propio STF así lo reconoce: 

"La Enmienda 1, de 1969, equivale a una nueva Constitución por su estructura y por la determinación de los dispositivos anteriores que continuarían en vigor."

"A Emenda 1, de 1969, equivale a uma nova Constituição pela sua estrutura e pela determinação de quais dispositivos anteriores continuariam em vigor."

En definitiva, la Constitución de 1967 fue alterada sustancialmente por la Enmienda Nº 1, aprobada por la Junta Militar que asumió el gobierno tras la enfermedad de Costa e Silva, en 1969. Esta norma intensificó la concentración de poder en el Ejecutivo dominado por el Ejército y, junto con lo AI-12, permitió la sustitución del presidente por una Junta Militar, a pesar de existir un Vicepresidente en el Gobierno (en la época, Pedro Aleixo).
Además de esas modificaciones, el Gobierno también decretó una Ley de Seguridad Nacional, que restringía severamente las libertades civiles (como parte del combate contra la subversión) y una Ley de Prensa, que estableció la Censura Federal y duró hasta el gobierno José Sarney.

## Actos institucionales
El régimen militar de Getúlio Vargas, en el Estado Nuevo, había redactado una constitución, pero no se guio por ella. A pesar de ser una Carta Magna autoritaria, tanto Vargas como los militares del golpe de Estado de 1964 prefirieron gobernar por decreto. La Constitución de 1967, en realidad, casi no entró en vigor, pero sí fue importante porque los llamados Actos Institucionales, que fueron 17 en total, y los complementos y modificaciones, aprobados por medio de enmiendas, daban unidad al Régimen.
Entre 1964 y 1968, el gobierno militar decretó los siguientes AI:
- Ato Institucional Número Uno – Cesó a políticos y funcionarios de la oposición y preparó las elecciones de 1965.
- Ato Institucional Número Dos – Prohibió los partidos políticos existentes y estableció, en la práctica, un falso sistema bipartito.
- Ato Institucional Número Tres – Estableció las elecciones indirectas para los gobiernos de los estados. Los alcaldes de las capitales y municipios importantes pasan a ser nombrados por los gobernadores.
- Ato Institucional Número Cuatro – Autorizó al Congreso a votar el proyecto de Constitución.
- Ato Institucional Número Cinco – Cerró el Congreso, suspendió las garantías constitucionales y dio poder al Ejecutivo para legislar sobre todos los asuntos.